# スケート (潜水艦)
スケート  (USS Skate, SS-305) は、アメリカ海軍の潜水艦。バラオ級。艦名はガンギエイ目に属するエイの総称であるスケートに因む。この名を持つ艦としては2隻目である。

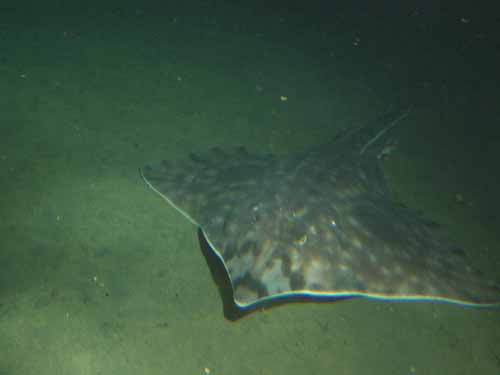
ビッグ・スケート（Big skate）

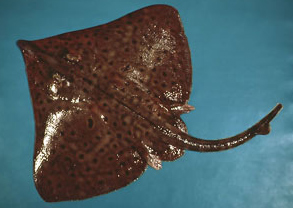
バーンドア・スケート（Barndoor skate）

## 艦歴
スケートは1942年8月1日にカリフォルニア州ヴァレーホのメア・アイランド海軍造船所で起工する。1943年3月4日にジョージ・P・シャマー夫人によって命名、進水し、艦長ユジーン・B・マッキニー少佐（アナポリス1927年組）の指揮下4月15日に就役する。カリフォルニア海岸沖合での整調を終えると、スケートは真珠湾に回航された。

### 第1の哨戒 1943年9月 - 10月
9月25日、スケートは最初の哨戒でウェーク島方面に向かった。スケートの任務は、日本軍によって保持されたウェーク島に対する空襲部隊の救助任務であった。10月6日の夜明け、スケートは救命筏からパイロットを救助中に、艦載機迎撃のため飛来してきた零戦による機銃掃射を受け、士官1名が致命的な傷を負う。スケートは司令塔などに3発被弾したが、致命的な損傷とはならなかった。翌日スケートは海岸から5,000ヤードの距離に近づき、敵による激しい砲撃の中パイロット2名を救助した。3人目のパイロットを捜索中に急降下爆撃機による攻撃を受け、回避するための潜航を強いられた。ミッドウェー島に一旦帰投した後、再びウェーク島に向かいパイロットの救助任務を行った。10月28日、スケートは31日間の行動を終えてミッドウェー島に帰投した。

### 第2の哨戒 1943年11月 - 10月
11月15日、スケートは2回目の哨戒でトラック諸島方面に向かった。11月30日、スケートは5隻の軍艦のマストを視認する。これは、トラックから横須賀に向かう途中の空母瑞鳳、雲鷹、冲鷹、重巡洋艦摩耶、これらを護衛する駆逐艦4隻からなる艦隊であった。スケートは1,400メートルの距離から雲鷹に向けて3本の魚雷を放射状に発射したが、駆逐艦の爆雷攻撃を受け潜航を余儀なくされた。魚雷は雲鷹の艦尾をかすめ去って命中しなかった。12月21日、スケートはトラック北方140海里の地点で、応急タンカー照川丸（五洋商船、6,432トン）を撃沈した。この頃、スケートをはじめとするトラック近辺のアメリカ潜水艦に対し、「戦艦大和がやって来るので待ち伏せよ」との指令が出ていた。その司令の末尾には「よいクリスマスプレセントを」という文言も添えられていた。4日後の12月25日の明け方ごろ、スケートはトラックの180海里地点でその「クリスマスプレゼント」たる「大和」と護衛の駆逐艦3隻をレーダーで探知した。距離は25,000メートルほどあったが、「大和」がジグザグ航行を行いスケートの射程内に入ってきた。スケートは艦尾発射管から魚雷4本を発射し、うち1本が大和の艦体後部に命中した。当の大和では軽微な振動しか感じなかったが、護衛の駆逐艦から「水柱を見た」「重油が流れ出ている」との報告があって、初めて魚雷が命中したことを知った。「大和」は右に4度傾斜したが航行に支障はなく、トラック入港後調査が行われ、バルジに破口が見られたほか装甲板を支えていた支柱が被雷のショックで緩んでいたことも判明した。1944年1月7日、スケートは54日間の行動を終えて真珠湾に帰投。艦長がウィリアム・P・グラナー（アナポリス1935年組）に代わった。

### 第3、第4の哨戒 1944年2月 - 5月

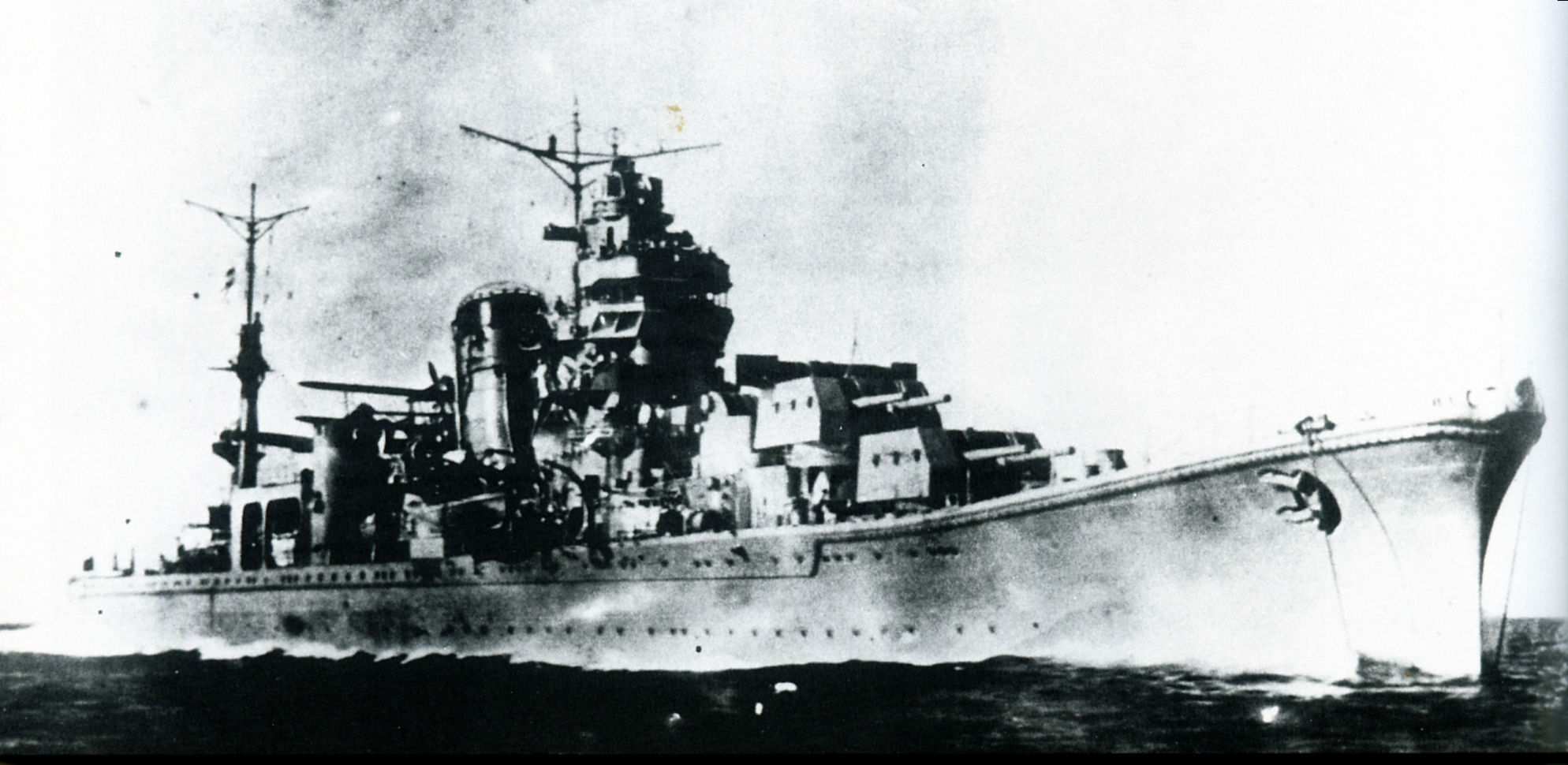
軽巡洋艦「阿賀野」

2月5日、スケートは3回目の哨戒でトラック諸島近海に向かった。アメリカ軍は当時、エニウェトク環礁攻略の支援作戦であるトラックに対する空襲を企図しており、スケートなどの潜水艦は、救助任務とトラックから脱出してくる艦船に対する攻撃が命じられていた。2月16日、トラック北方を哨戒していたスケートは、駆逐艦追風と第28号駆潜艇に護衛されていた軽巡洋艦阿賀野を発見した。「阿賀野」は前年の11月12日に潜水艦スキャンプの雷撃で損傷し、トラックで応急修理の上本土に回航されるところであった。0440、スケートは「阿賀野」の右舷側から4本の魚雷を発射し、うち2本が命中。「阿賀野」は火災を発生した後、翌17日未明に沈没した。スケートは空襲後も哨戒を続けた。3月17日、スケートは42日間の行動を終えて真珠湾に帰投した。
4月11日、スケートは4回目の哨戒で小笠原諸島方面に向かった。この哨戒では、貨物船1隻に損害を与えたと記録したほか、5月19日には特設監視艇を撃沈し、日本人2人と朝鮮人1人の合計3人の捕虜を得た。5月31日、スケートは50日間の行動を終えてミッドウェー島に帰投した。

### 第5、第6、第7の哨戒 1944年6月 - 1945年7月

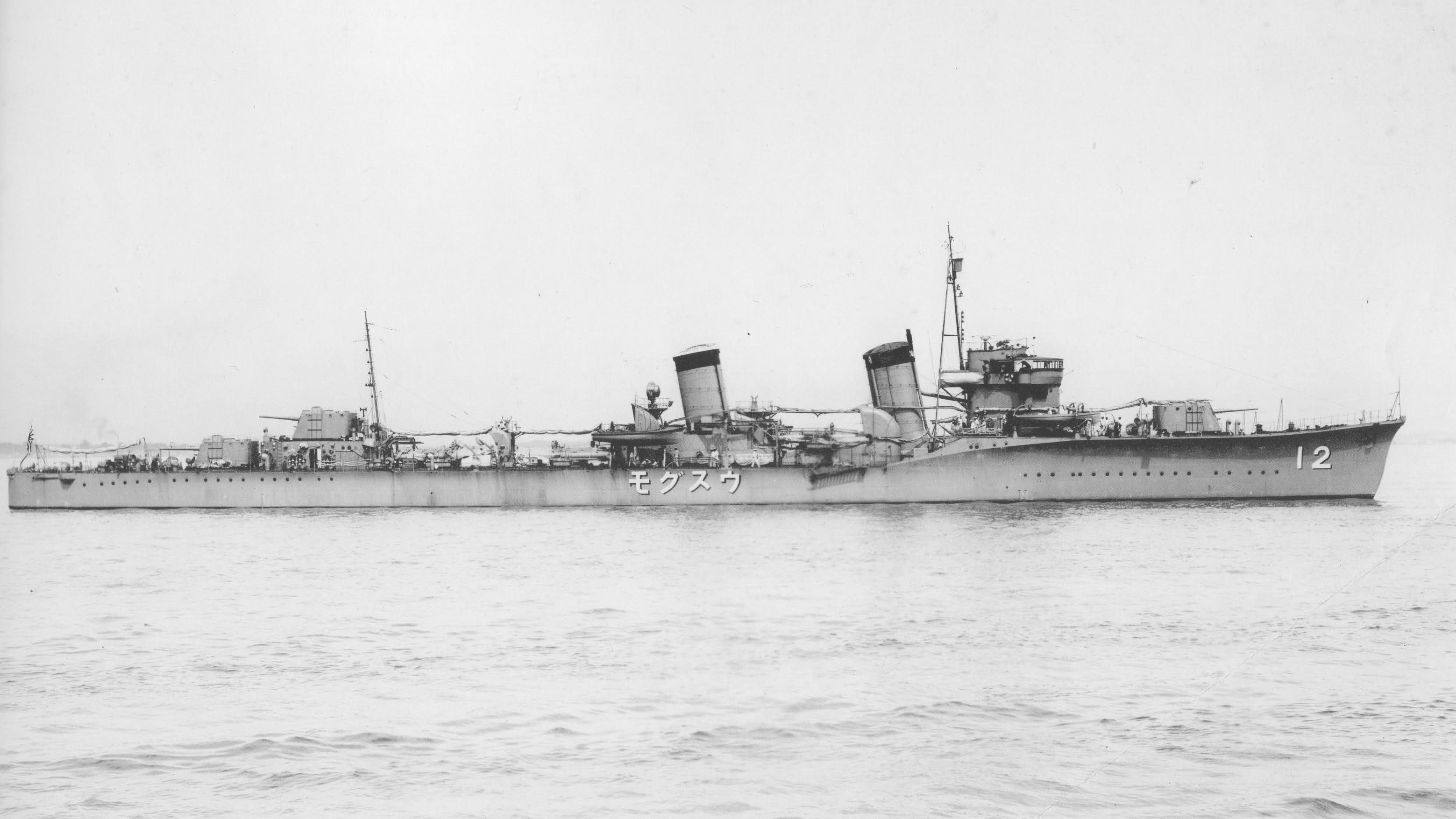
駆逐艦「薄雲」（1928年）

6月23日、スケートは5回目の哨戒で千島列島方面に向かった。7月7日夕刻、スケートは北緯47度36分 東経148度10分 / 北緯47.600度 東経148.167度の地点で小樽から千島各地に向かうキ504船団を発見し、ただ1隻の護衛艦である駆逐艦薄雲に向けて魚雷を発射、命中弾を得てこれを撃沈した。船団は西方に退避し、スケートはその場から立ち去った。7月15日には、北緯48度29分 東経147度36分 / 北緯48.483度 東経147.600度の地点で海軍徴用船三穂丸（東邦水産、515トン）を撃沈し、2人の捕虜を得た。翌16日にも北緯48度29分 東経147度36分 / 北緯48.483度 東経147.600度の地点で、幌筵島発のヲ505船団から故障により脱落して単独で航行していた日鵬丸（日産汽船、1,942トン）を撃沈した。8月7日、スケートは45日間の行動を終えて真珠湾に帰投。艦長がリチャード・B・リンチ（アナポリス1935年組）に代わった。
9月8日、スケートは6回目の哨戒で南西諸島方面に向かった。9月29日に北緯27度14分 東経128度21分 / 北緯27.233度 東経128.350度の地点で益山丸（巴組汽船、3,690トン）と護衛の特設掃海艇宝永丸（日本海洋漁業、219トン）を撃沈ほか、沖縄島の沿岸部を偵察した。11月2日、スケートは54日間の行動を終えて真珠湾に帰投。サンフランシスコ近郊のハンターズ・ポイント海軍造船所に回航されオーバーホールに入った。オーバーホール後の1945年5月11日、スケートはグアムに向かった。
5月28日、スケートは7回目の哨戒でバーニー作戦に参加して日本海に向かった。このバーニー作戦は、この時点の日本に残されたほぼ唯一の重要航路に打撃を与えるものであり、対馬海峡の機雷原突破と日本海を悠然と航行する日本船は、目標の減少に嘆いていた潜水艦部隊にとっては絶好のスリルであり獲物であった。この作戦には9隻の潜水艦が投入され「ヘルキャッツ」 Hellcats と命名された。各潜水艦は三群に分けられ、シードッグのアール・T・ハイデマン（アナポリス1932年組）が総司令となった。スケートはタニー、ボーンフィッシュとともにウルフパック「ピアースズ・ポールキャッツ (Pierce's Polecats)」を構成した。
リレー式に対馬海峡を突破したシードッグ以下の潜水艦は三群それぞれの担当海域に向かい、6月9日日の出時の攻撃開始を待った。「ピアースズ・ポールキャッツ」は能登半島以西の沿岸部に進出した。6月10日昼ごろ、スケートは禄剛崎沖で七尾湾に向かって浮上航行中の潜水艦伊122を発見。彼我の距離はわずかに720メートルほどで、「伊122」はスケートに横腹を見せる形で航行していた。スケートは魚雷を4本発射し、うち2本が命中。「伊122」は火災を発生して沈没した。2日後の6月12日朝、スケートは富来湾口に出現。富来湾内で仮泊中の謙譲丸（甲南汽船、3142トン）、陽山丸（山本汽船、1,227トン）、瑞興丸（大洋興業、887トン）および咸鏡丸（朝鮮郵船、3,204トン）に向けて魚雷を発射。風向きの関係で横腹を向ける形となった「謙譲丸」、「陽山丸」および「瑞興丸」に命中し、海上に船橋を露出した形で沈没した。「咸鏡丸」に向けて発射された魚雷は、沈没船が盾代わりとなって命中しなかった。6月24日夜に宗谷海峡西側に到着。6月19日に討ち取られた「ボーンフィッシュ」以外の、シードッグ以下の各潜水艦は翌25日正午に濃霧の中を二列縦陣、浮上航行で海峡を通過し、オホーツク海に入った。7月4日、スケートは49日間の行動を終えて真珠湾に帰投した。この後、8月5日に8回目の哨戒で出撃したが、途中で8月15日の日本降伏を受けて引き返した。
スケートは第二次世界大戦の戦功で8個の従軍星章を受章した。

### 戦後・クロスロード作戦
スケートは帰国の途に就き、9月6日にカリフォルニア州サンディエゴに到着した。続く4ヶ月間を西海岸での訓練活動に費やし、1946年1月9日に真珠湾に到着した。5月21日、スケートはマーシャル諸島のビキニ環礁に向けて出航し、クロスロード作戦の標的艦任務に就いた。スケートは7月1日に実施された第1実験エーブルで大きく損傷したものの沈没を免れ、真珠湾に曳航され桟橋に係留された。10月11日、救難艦クランプ (USS Clamp, ARS-33) がスケートを曳航してサンフランシスコへ向けて出航。スケートはメア・アイランド海軍造船所で検査が行われ、12月11日に退役した。その後、1948年10月5日にカリフォルニア州沖合で沈没処分に付され、10月21日に除籍された。